# 145-й навчальний мотострілецький полк (СРСР)
145-й гвардійський навчальний мотострілецький Будапештський полк — формування мотострілецьких військ Радянської армії.

## Історія
18 липня 1941 року в місті Суми розпочалось формування 1036-го стрілецького полку. 20 серпня 1941 року полк увійшов до складу 239-ї стрілецької дивізії 40-ї армії Південно-західного фронту. Бойове хрещення отримав у битві з добре озброєними частинами Гудеріана.
З 19 листопада 1942 року по 2 лютого 1943 року, під час боїв під Сталінградом, військовослужбовцями полку було знищено близько 2500 солдат та офіцерів противника, 15 танків, 200 гармат, більше ніж 1000 автомобілів. За успішні дії у запеклих боях під Сталінградом 1036-й стрілецький полк було перейменовано у 145-й гвардійський стрілецький полк.
Наприкінці 1943 — на початку 1944 років полк брав участь у форсуванні Дніпра. Влітку та восени 1944 року полк у складі Першого, Четвертого, а потім Другого українських фронтів брав участь у визволенні багатьох міст та сіл Західної України. 5 квітня 1945 року за визволення міста Будапешт полку було присвоєне почесне найменування — «Будапештський». В останні дні війни прославлені гвардійці звільняли від німців міста та села в Австрії. Новина про перемогу застала полк в Сант-Антоні.
3537 воїнів полку нагороджено орденами та медалями.
Після закінчення війни полк був розташований у місті Гайсин на Вінниччині.
15 грудня 1966 року був передислокований в місто Чернівці.
Після розпаду СРСР у 1992 році увійшов до складу Збройних сил України і переформований як 300-й окремий механізований полк.

## Традиції
Рядовий Пилипченко Дмитро Олександрович та старший сержант Тітов Василь Федорович — Герої Радянського Союзу, навіки зараховані до складу 1-ї та 4-ї механізованих рот частини за проявлені мужність та героїзм.